# أندريه بلونديل
أندريه أوجين بلونديل (بالفرنسية: André Blondel) ‏ (28 أغسطس 1863 - 15 نوفمبر 1938) هو مهندس وفيزيائي فرنسي اخترع راسمة الذبذبات الكهروميكانيكية (Oscillograph) ونظام وحدات قياس ضوئية للقياسات.

## الجوائز
حاز أندريه بلونديل على وسام كلفن الذهبي سنة 1929.

## روابط خارجية
- أندريه بلونديل على موقع الموسوعة البريطانية (الإنجليزية)